# Futebol Clube de Alverca
El Futebol Clube de Alverca es un club de fútbol portugués, de la ciudad de Alverca do Ribatejo. Juega en la Segunda Liga. Jugará la Primeira Liga desde de la temporada 2025-26 tras quedar segundo y lograr el ascenso directo la máxima categoría.

## Historia
Fundado el 1 de septiembre de 1939 , Alverca es un club portugués que juega partidos en casa en el Complexo Desportivo FC Alverca. Logró  el ascenso a la Primeira Liga por primera vez en la temporada 1998/99, categoría en la que compitieron hasta la temporada 2001/02 cuando sufrieron el descenso a la Segunda Liga.
Sin embargo, regresó rápidamente a la división de élite portuguesa cuando terminaron segundos en la campaña de la Segunda División 2002/03, a tres puntos de Rio Ave. Sin embargo, su período en la Primeira Liga no duró mucho esta vez, ya que descendieron al final de la temporada 2003/04.
En la campaña 2004/05, el club sufrió una crisis financiera. Debido a las deudas de 5 millones de euros y se vio obligado a declararse en quiebra.
En 2006 el equipo fue refundado comenzando a competir en la categoría más baja del fútbol portugués, en 2018 el equipo volvió a alcanzar las categorías nacionales luego de ascender a la Terceira Liga. En 2024 el equipo se proclamó campeón de esa categoría y logró volver a la segunda división del fútbol portugués.
En febrero de 2025 un grupo inversor liderado por el futbolista brasileño Vinícius Júnior adquirió una cantidad cercana al 80% de las acciones del club, convirtiéndose en los socios mayoritarios del Alverca. Al finalizar la temporada el equipo logró el ascenso a la Primeira Liga 21 años después de su última participación.

## Palmarés
- II Divisão: 1

1994/95
- Liga Regional de Lisboa: 2

2010/11, 2017/18
- Supercopa de Lisboa: 1

2011/12

## Jugadores

### Jugadores destacados
- Deco
- Ricardo Carvalho
- Maniche
- Tiago Gomes
- Sergei Ovchinnikov